# Frederik Wilhelm Stabell
Frederik Wilhelm Bruenech Stabell (født 25. maj 1763 i Hole Præstegæld på Ringerige, død 2. juni 1836 i Christiania) var en norsk officer.

## Karriere under de to korte svenskekrige
Han var søn af holzførster Lars Bastian Stabell og Lucie Marie f. Bruenech, blev født i Hole Præstegæld på Ringerige 25. maj 1763, overjæger ved Søndenfjeldske gevorbne Infanteriregiment 1777, var 1780-83 elev på Den matematiske Skole i Christiania og tilkendtes ved afgangen fra skolen Medaljen "for Dyd og Flittighed". Tog nu sin afsked fra krigstjenesten, men indtrådte atter i tjeneste som underofficer ved Slesvigske Infanteriregiment, overførtes 1785 til det nyoprettede Holstenske Jægerkorps, blev 1786 fændrik med sekondløjtnants karakter ved Kongsvingerske lette Infanterikompagni, hvilket kompagni 1788 optoges i det da oprettede Norske Jægerkorps, fulgte dette korps under felttoget samme år, avancerede kort efter til premierløjtnant, fik 1791 kaptajns karakter, blev 1796 stabskaptajn, 1801 kompagnichef, beholdt kompagniet, da han 1805 blev interimskommandør for Søndenfjeldske Skiløberbataljon, 1807 major, fik under krigen 1808 Ridderkorset af Dannebrog for at have udmærket sig ved Trangen (25. april), Jaren (18. maj) med flere steder "ved Overlæg, Konduite og rask Resolution". Stabell tjenstgjorde her ved oberst Staffeldts brigade, hvor han anvendtes som stabschef. Samme år kommandør for Norske lette Infanteribataljon, fremdeles med bibehold af sit jægerkompagni, 1809-10 interimskommandant på Kongsvinger Fæstning, derefter ansat ved det nyoprettede Akershusiske Skarpskytteregiment, hvor han 1811 blev oberstløjtnant.

## Eidsvollmand og endnu en kamp mod Sverige
Han valgtes 1814 både fra regimentet og fra Smålenenes Amt som deputeret til rigsforsamlingen på Ejdsvold. Her tilhørte Stabell grev Wedels (det "svenske") parti, blev indvalgt i Konstitutionskomiteen, men spillede for øvrigt ikke nogen fremtrædende rolle. Under felttoget mod Sverige samme år førte Stabell kommandoen over 3.000 mand, der dannede "Forpostkjæden" mellem Enningedalen og Krogfos. Det faldt således i hans lod østen for Glommen at modtage stødet af den fjendtlige overmagt og at dække retræten for Staffeldts og Diderich Hegermanns brigader. Personligt ledede han arrieregardefægtningerne 5. august ved Kjølen og 6. august ved Rakkestadelven, hvorved nævnte brigader fik rigelig tid til sin retræte, 11. august måtte endelig Stabell med sine til dels stærkt medtagne tropper, der dog nu havde modtaget adskillig forstærkning, så korpset talte henimod 4.000 mand, ved Trygstad Kirke udholde endnu et overlegent angreb, før han i god orden trak sig tilbage over Glommen ved Fetsund.

## I den nye konges tjeneste
Efter krigen blev Stabell adjudant hos kronprins Karl Johan og 1815 udnævnt til tjenstgjørende generaladjudant for Armeen og chef for Generalstaben, 1818 til oberst og chef for den nyoprettede 2. akershusiske Infanteribrigade, blev samme år generalmajor, 1821 generalløjtnant og 1833 general. Fra 1825 var han 1. adjudant hos Karl Johan der i 1818 var blevet konge og chef for dennes norske stab, 1829 blev han højstkommanderende general i kongens fravær efter året forud at være fratrådt som tjenstgørende generaladjudant. 1835 blev han Serafimerridder. Han døde i Christiania 2. juni 1836.
Stabell blev 17. januar 1792 gift med Helene Voigt (16. september 1772 – på Onsø Præstegård 29. juli 1850), datter af regimentsfeltskær Johan Nicolai Voigt.

## Udmærkelser
- 1808: Ridder af Dannebrogordenen
- 7. januar 1815: Ridder af Sværdordenen i brillanter
- 7. februar 1817: Kommandør af Sværdordenen
- 4. juli 1823: Storkors af Sværdordenen
- 7. september 1835: Ridder af Serafimerordenen
- Nordstjerneordenen
- Vasaordenen